# 伊勢地村
伊勢地村（いせちむら）は三重県一志郡にあった村。現在の津市美杉町の西部、名松線・伊勢奥津駅の西方一帯、国道368号の沿線にあたる。

## 地理
- 河川：伊勢地川

## 歴史
- 1889年（明治22年）4月1日 - 町村制の施行により、石名原村・三多気村・杉平村の区域をもって発足。
- 1955年（昭和30年）3月15日 - 竹原村・八知村・太郎生村・八幡村・多気村・下之川村と合併して美杉村が発足。同日伊勢地村廃止。

## 交通

### 道路
- 伊勢本街道（現・国道368号）